# یواس‌اس کنونکاس (ای‌سی‌ام-۱۲)
یواس‌اس کنونکاس (ای‌سی‌ام-۱۲) (به انگلیسی: USS Canonicus (ACM-12)) یک کشتی بود که طول آن ۱۸۸ فوت ۲ اینچ (۵۷٫۳۵ متر) بود. این کشتی در سال ۱۹۴۲ ساخته شد.